# 1996年の日本公開映画
- 映画 > 映画の一覧 > 年度別日本公開映画 > 1996年の日本公開映画
- 映画 > 1996年の映画 > 1996年の日本公開映画

1996年の日本公開映画（1996ねんのにほんこうかいえいが）では、1996年（平成8年）1月1日から同年12月31日までに日本で商業公開された映画の一覧を記載。作品名の右の丸括弧内は製作国を示す。
記載の凡例については年度別日本公開映画#凡例を参照

## 作品一覧

### 1月
- 13日
  - テロリスト・ゲーム2/危険な標的 ( アメリカ合衆国/ イギリス)
  - キャリントン ( イギリス)[1]
  - 夜ごとの夢/イタリア幻想譚 ( イタリア/ フランス/ ベルギー)
- 19日
  - ヤング・ヒットマン  ( アメリカ合衆国)
- 20日
  - ストレンジ・デイズ/1999年12月31日 ( アメリカ合衆国)
  - ザ・インターネット ( アメリカ合衆国)
  - 暴走特急 ( アメリカ合衆国)
  - バスケットボール・ダイアリーズ ( アメリカ合衆国)
  - デカローグ ( フランス)
  - メフィストの誘い ( フランス/ ポルトガル)
  - 推手 ( 台湾/ アメリカ合衆国)
  - 月夜の願い ( 香港)
  - 霧の子午線（ 日本）
- 26日
  - アメリカン・ポップ （ アメリカ合衆国・アニメ）
- 27日
  - セブン（ アメリカ合衆国）
  - 愛に迷った時（ アメリカ合衆国）
  - マッド・ラブ（ アメリカ合衆国）
  - 哀愁のメモワール（ アメリカ合衆国/ イギリス）
  - メランコリー ( フランス)
  - Shall we ダンス?（ 日本）
  - マリーの獲物（ 日本）

### 2月
- 3日
  - 愛に囚われて ( イギリス)
  - 暗殺者 ( アメリカ合衆国)
  - スカーレット・レター ( アメリカ合衆国)
  - セラフィムの夜（ 日本）
  - 眠る男（ 日本）
  - ビフォア・ザ・レイン ( イギリス/ フランス/ 北マケドニア)[2]
  - マッシュルーム ( オーストラリア)
  - ミラクル・ワールド ブッシュマン3 ( 香港)
- 10日
  - 青いドレスの女 ( アメリカ合衆国)
  - 明日を夢見て ( イタリア)
  - アメリカン・プレジデント ( アメリカ合衆国)
  - 怒りの逃亡者 RAGE ( アメリカ合衆国)
  - おかえり（ 日本）
  - 陽炎ＩＩ（ 日本）
  - キルトに綴る愛 ( アメリカ合衆国)
  - 極道追踪 ( 香港)
  - ザ・マシーン/私の中の殺人者 ( フランス/ ドイツ)
  - でべそ（ 日本）
  - ワンス・アポン・ア・タイム・イン・チャイナ外伝/アイアンモンキー ( 香港)
- 16日
  - 勝手にしやがれ!! 黄金計画（ 日本）
- 17日
  - 赤い薔薇 白い薔薇 ( 香港)
  - アンディ・ラウ/天與地 ( 香港)
  - O侯爵夫人 ( フランス)
  - キル・ミー・テンダー2 ( アメリカ合衆国)
  - トゥルーナイト ( アメリカ合衆国)
  - 憎しみ ( フランス)
  - 秘密指令 クラッシュ ( アメリカ合衆国)[1]
- 23日
  - 勝手にしやがれ!! 逆転計画（ 日本）
- 24日
  - お日柄もよくご愁傷さま（ 日本）[1]
  - カットスロート・アイランド ( アメリカ合衆国)
  - シベリア超特急（ 日本）
  - 洗礼（ 日本）
  - ニクソン ( アメリカ合衆国)
  - ろくでなしBLUES（ 日本）

### 3月
- 1日
  - friday ( アメリカ合衆国)
- 2日
  - KILLER/第一級殺人 ( アメリカ合衆国)
  - 湖畔のひと月 ( イギリス)
  - 女優霊 （ 日本）[3]
  - Zの回路 復讐の裏ゴト師（ 日本）[3]
  - デッドヒート ( 香港)[1]
  - 東映アニメフェア（ 日本・アニメ）
    - ドラゴンボール 最強への道[3]
    - ご近所物語[3]

  - ドラえもん のび太と銀河超特急（ 日本・アニメ）[3]
  - ドラミ&ドラえもんズ・ロボット学校七不思議!?（ 日本・アニメ）[3]
  - バルセロナの恋人たち ( アメリカ合衆国)[1]
  - 飛行士の妻 ( フランス)
  - ブルー・イン・ザ・フェイス ( アメリカ合衆国/ 日本)[4]
  - 麗霆゛子 レディース!!MAX（ 日本）[3]
- 9日
  - 美しき結婚 ( フランス)
  - ウルトラマンワンダフルワールド（ 日本）[5]
    - ウルトラマンゼアス[3]
    - ウルトラマンカンパニー[3]
    - 甦れ!ウルトラマン[3]

  - デンジャラス・マインド/卒業の日まで ( アメリカ合衆国)
  - 菜の花配達便（ 日本）
  - 花嫁のパパ2 ( アメリカ合衆国)[1]
  - (ハル) （ 日本）
  - ベイブ（ オーストラリア）[4]
  - ベンハミンの女 ( メキシコ)
- 16日
  - 岸和田少年愚連隊 （ 日本）
  - クロッカーズ（ アメリカ合衆国）
  - コピーキャット（ アメリカ合衆国）
  - ブロークン・アロー（ アメリカ合衆国）
  - リビング・イン・オブリビオン/悪夢の撮影日誌（ アメリカ合衆国）
- 20日
  - ジュマンジ（ アメリカ合衆国）[4]
- 23日
  - ガスパール 君と過ごした季節 ( フランス)[2]
  - ジキル博士はミス・ハイド（ アメリカ合衆国）
  - 白い風船 ( イラン)
  - トイ・ストーリー（ アメリカ合衆国・アニメ）[1]
  - トキワ荘の青春（ 日本）
  - PIPI とべないホタル（ 日本・アニメ）[5]
  - 春のかけ足 ( イタリア)
  - ママと娼婦 ( フランス)
  - モータル・コンバット（ アメリカ合衆国）[4]
  - ユリシーズの瞳 ( ドイツ/ イギリス/ ギリシャ/ フランス/ イタリア)
  - 私の秘密の花 ( スペイン)
- 29日
  - コーカサスの虜 ( アメリカ合衆国 /  アメリカ合衆国)
- 30日
  - アキュムレーター1 ( チェコ)
  - KYOKO （ 日本）[1]
  - 恋する予感 ( イギリス)
  - ザ・ショウ ( アメリカ合衆国)
  - ため息つかせて ( アメリカ合衆国)
  - 走らなあかん 夜明けまで（ 日本）
  - パンサー ( アメリカ合衆国)

### 4月
- 6日
  - マクマレン兄弟 ( アメリカ合衆国)[6]
  - ミュート・ウィットネス 殺しの撮影現場 ( アメリカ合衆国)[6]
  - ハード・ブレット 仁義なき銃弾 ( アメリカ合衆国)[6]
  - 月の瞳 ( カナダ)[6]
  - ロスト・チルドレン ( フランス/ ドイツ/ スペイン)[6]
  - 金城武の死角都市・香港 ( 香港)[6]
  - SEX&禅 ( 香港)[6]
- 13日
  - 美味しんぼ（ 日本）
  - 蒼い記憶 ( アメリカ合衆国)[6]
  - パーティーガール ( アメリカ合衆国)[6]
  - ユージュアル・サスペクツ ( アメリカ合衆国)[6]
  - 世界で一番好きな人 ( フランス)[6]
  - とまどい ( フランス/ イタリア/ ドイツ)
  - DOOR III（ 日本）
  - クレヨンしんちゃん ヘンダーランドの大冒険（ 日本・アニメ）
- 20日
  - カジノ ( アメリカ合衆国)[6]
  - マネー・トレイン ( アメリカ合衆国)[6]
  - フェア・ゲーム ( アメリカ合衆国)[6]
  - 潜望鏡を上げろ ( アメリカ合衆国)[6]
  - どんな時も ( アメリカ合衆国)[6]
  - 緊急接近 ZONE ( アメリカ合衆国)[6]
  - パワーレンジャー・映画版（ アメリカ合衆国）[6]
  - ジェイン・エア ( フランス/ イタリア/ イギリス/ アメリカ合衆国)[6]
  - アンダーグラウンド ( フランス/ ユーゴスラビア/ ドイツ/ ハンガリー)[6]
  - ハーフ・ザ・ワールド ( デンマーク)[6]
  - 恐怖分子 ( 台湾)[6]
  - ルパン三世 DEAD OR ALIVE（ 日本・アニメ）
  - 天地無用! in LOVE（ 日本・アニメ）
  - 劇場版 魔法陣グルグル（ 日本・アニメ）
  - ハーメルンのバイオリン弾き（ 日本・アニメ）
  - ドラゴンクエスト列伝 ロトの紋章（ 日本・アニメ）
  - エコエコアザラクII -BIRTH OF THE WIZARD-（ 日本）[2]
- 27日
  - ミ・ファミリア ( アメリカ合衆国)[6]
  - 陽のあたる教室 ( アメリカ合衆国)[6]
  - ロシア52人虐殺犯 チカチーロ ( アメリカ合衆国)[6]
  - スケッチ・オブ・Peking ( 中国)[6]
  - トワイライト・ランデヴー ( 香港)[6]
  - ナヌムの家 ( 韓国)[6]

### 5月
- 3日
  - 泉のセイレーン ( オーストラリア/ イギリス)
  - 上海ルージュ ( フランス/ 中国)
  - 侵入者（ アメリカ合衆国）
- 11日
  - ウェールズの山 ( イギリス)
  - 男たちのかいた絵（ 日本）
  - おとぼけオーギュスタン ( フランス)
  - CAB キャブ（ 日本）
  - たまご ( フランス/ ポルトガル)
  - デンバーに死す時（ アメリカ合衆国）
  - 7月7日、晴れ（ 日本）
  - ハイダウェイ（ アメリカ合衆国）
  - モルグ ( デンマーク)
- 17日
  - ポゼッション ( アメリカ合衆国)
- 18日
  - アンカーウーマン ( アメリカ合衆国)[7]
  - イル・ポスティーノ ( イタリア/ フランス)
  - ケス ( イギリス)
  - 孤独な場所で（ アメリカ合衆国）
  - サロゲート・マザー ( 日本/ アメリカ合衆国)
  - ム・キャリーのエースにおまかせ! ( アメリカ合衆国)
  - 白い嵐 ( アメリカ合衆国)
  - ニック・オブ・タイム ( アメリカ合衆国)
  - 陪審員 ( アメリカ合衆国)
  - ヘブンズ・プリズナー ( アメリカ合衆国)
- 24日
  - 罠 THE TRAP ( 日本)
- 25日
  - ジャンクション( アメリカ合衆国)
  - トータリー・ファックト・アップ( アメリカ合衆国)
  - 必殺! 主水死す（ 日本）
  - ヒート ( アメリカ合衆国)
  - ペディキャブ・ドライバー ( 香港)
  - ロマンス（ 日本）
  - ロマンスに部屋貸します ( アメリカ合衆国)
- 28日
  - シャブ極道（ 日本）

### 6月
- 1日
  - サドン・デス ( アメリカ合衆国)
  - ヴァンパイア・イン・ブルックリン ( アメリカ合衆国)
  - いつか晴れた日に ( アメリカ合衆国/ イギリス)
  - フランキー・スターライト/世界で一番素敵な恋 ( イギリス/ フランス/ アイルランド)
  - バタフライ・ラヴァーズ ( 香港)
  - 極道の妻たち 危険な賭け（ 日本）
- 8日
  - 大阪ストーリー（ 日本）[8]
  - バーチュオシティ ( アメリカ合衆国)[8]
  - 3人のエンジェル ( アメリカ合衆国)
  - スパイ・ハード ( アメリカ合衆国)
  - バニシング・ヒーロー ( アメリカ合衆国)[8]
  - ピクチャーブライド ( アメリカ合衆国/ 日本)
  - レディバード・レディバード ( イギリス)[8]
  - ぼくは勉強ができない（ 日本）
  - KISS ME（ 日本）
- 15日
  - ゲット・ショーティ ( アメリカ合衆国)[8]
  - ラストダンス ( アメリカ合衆国)
  - ストレンジャー ( アメリカ合衆国)
  - フロム・ダスク・ティル・ドーン ( アメリカ合衆国)
  - 司祭（ イギリス）[8]
  - ブルー・ジュース（ イギリス）
  - ベンヤメンタ学院 ( イギリス/ ドイツ/ 日本)[8]
  - スタンダール・シンドローム ( イタリア)[8]
  - 女人四十。 ( 香港)[8]
  - PiCNiC （ 日本）
  - スーパーの女 （ 日本）[8]
- 22日
  - 誘う女 ( アメリカ合衆国)[8]
  - ザ・サバイバー ( アメリカ合衆国)
  - 裏切 ( アメリカ合衆国)
  - ワイルド・サイド ( アメリカ合衆国)
  - 蜂の旅人 ( フランス/ ギリシャ/ イタリア)
  - 真夜中のダンサー ( フィリピン)
  - チャイニーズ・オデッセイ ( 香港)
  - 新・極道記者 逃げ馬伝説（ 日本）[8]
  - 迅雷 組長の身代金（ 日本）[8]
- 29日
  - 12モンキーズ ( アメリカ合衆国)
  - 狼たちの街 ( アメリカ合衆国)
  - アンジップト ( アメリカ合衆国)
  - 愛するための第9章 ( フランス)
  - ソフィー・マルソーの三銃士 ( フランス)
  - 宣告 ( イタリア)
  - 天使の涙 ( 香港)
  - GONIN2（ 日本）
  - 忍たま乱太郎（ 日本・アニメ）
  - はむこ参る!（ 日本・アニメ）
  - トイレの花子さん（ 日本・アニメ）

### 7月
- 6日
  - ORGAN/オルガン（ 日本）
  - カウチ・イン・ニューヨーク ( フランス/ ベルギー/ ドイツ)
  - 彼女の彼は、彼女 ( フランス)
  - ザ・ブロンド ( アメリカ合衆国)
  - 小便小僧の恋物語 ( ベルギー)
  - ツイスター ( アメリカ合衆国)
  - 東映アニメフェア（ 日本・アニメ）
    - 地獄先生ぬ〜べ〜
    - ゲゲゲの鬼太郎 大海獣

  - ドゥーム・ジェネレーション ( アメリカ合衆国)
  - ポイズン ( アメリカ合衆国)
  - ユーリ ЮЛИИ （ 日本）
- 13日
  - 悪魔のような女 ( アメリカ合衆国)
  - 絵の中のぼくの村（ 日本）
  - ガメラ2 レギオン襲来（ 日本）
  - KIDS/キッズ ( アメリカ合衆国)
  - 好きと言えなくて ( アメリカ合衆国)
  - それいけ!アンパンマン 空とぶ絵本とガラスの靴（ 日本・アニメ）
  - マンハッタン花物語 ( アメリカ合衆国)
  - ミッション:インポッシブル ( アメリカ合衆国)
  - 目を閉じて抱いて（ 日本）
- 20日
  - アパートメント ( フランス)
  - 学校の怪談2（ 日本）
  - 鯨の中のジョナ ( イタリア)
  - T-REX ( アメリカ合衆国)
- 27日
  - アメリカの贈りもの ( フランス)
  - キッズ・リターン （ 日本）
  - 時間切れの愛 ( スペイン)
  - ジョン・キャンディの大進撃 ( アメリカ合衆国)
  - 猫が行方不明 ( フランス)
  - パトリス・ルコントの大喝采 ( フランス)
  - Helpless （ 日本）

### 8月
- 3日
  - イレイザー ( アメリカ合衆国)
  - X（ 日本・アニメ）
  - サンドラ・ブロックの恋する泥棒 ( アメリカ合衆国)
  - シクロ ( フランス/ 香港/ ベトナム)
  - スレイヤーズRETURN（ 日本・アニメ）
  - デッドマン・ウォーキング ( アメリカ合衆国)
  - バルト ( アメリカ合衆国・アニメ)
  - ビリケン （ 日本）
  - フィオナの海 ( アメリカ合衆国/ アイルランド)
  - フリッパー ( アメリカ合衆国)
  - 魅せられて ( アメリカ合衆国/ イギリス)/ イタリア/ フランス)
  - 目撃証人 ( アメリカ合衆国)
  - レ・ミゼラブル ( フランス)
- 10日
  - 愛と哀しみのアカ族 ( タイ/ 日本)
  - That's カンニング! 史上最大の作戦?（ 日本）
  - ジェフリー!（ アメリカ合衆国）
  - スーパーヴィクセン ( アメリカ合衆国)
  - SLAP HAPPY（ 日本）
  - 精神の声 ( ロシア)
  - 卵の番人 ( ノルウェー)
  - 釣りバカ日誌8（ 日本）
  - 友子の場合（ 日本）
  - さすらいのトラブルバスター（ 日本）
  - HEAVEN-6-BOX （ 日本）
  - ファウスト ( チェコ)
  - ぼくたちの映画シリーズ'96（ 日本）
- 17日
  - 宇宙貨物船レムナント6（ 日本）
- 24日
  - 愛のめぐりあい ( イタリア/ フランス/ ドイツ)
  - 栄光と狂気（ 日本）
  - エンパイア レコード ( アメリカ合衆国)
  - スーパースキャンダル SUPER SCANDAL（ 日本）
  - 夏物語 ( フランス)
  - ノートルダムの鐘 ( アメリカ合衆国・アニメ)
  - リベラ/ナポリな女たち ( イタリア)
- 30日
  - リトアニアへの旅の追憶 ( イギリス/ ドイツ)
- 31日
  - ACRI（ 日本）
  - クラッシュ ( アメリカ合衆国/ ジャマイカ)
  - ザ・スケアクロウ ( アメリカ合衆国)
  - ジキル&ハイド ( アメリカ合衆国)
  - ドラゴンハート ( アメリカ合衆国)

### 9月
- 7日
  - 修道女 ( フランス)
  - スティーブン・キング/アーバン・ハーベスト2 ( アメリカ合衆国)
  - 東京良妻 ( イギリス)
  - ナッティ・プロフェッサー クランプ教授の場合 ( アメリカ合衆国)
  - ビューティフル・ガールズ( アメリカ合衆国)
- 14日
  - 愛され作戦 ( フランス)
  - あぶない刑事リターンズ（ 日本）
  - ケロッグ博士 ( アメリカ合衆国)
  - ザ・ロック ( アメリカ合衆国)
  - スワロウテイル （ 日本）
  - ティン・カップ ( アメリカ合衆国)
  - 判決前夜/ビフォア・アンド・アフター ( アメリカ合衆国)
  - 星の王子さまを探して ( イギリス)
  - 宮澤賢治 その愛（ 日本）
  - リービング・ラスベガス ( アメリカ合衆国)
- 21日
  - 海ほおずき The Breath（ 日本）
  - A WEATER WOMAN お天気お姉さん（ 日本）
  - クリーン、シェーブン ( アメリカ合衆国)
- 28日
  - 彼女たちの関係 ( フランス)
  - ガール6 ( アメリカ合衆国)
  - クエスト ( アメリカ合衆国)
  - 新・居酒屋ゆうれい（ 日本）
  - 素顔のままで ( アメリカ合衆国)
  - 汝殺すなかれ（ 日本）
  - ミセス・パーカー/ジャズエイジの華 ( アメリカ合衆国)
  - 楽園の瑕 ( 香港)

### 10月
- 4日
  - 遙かなる夢 ニューヨーク物語( アメリカ合衆国)
- 5日
  - WISH ウィッシュ/夢がかなう時  ( アメリカ合衆国)
  - 風のかたみ（ 日本）
  - グレアム・ヤング毒殺日記 ( ドイツ/ イギリス/ フランス)
  - 訣別の街 ( アメリカ合衆国)
  - ケーブルガイ ( アメリカ合衆国)
  - 恋の力学 ( ベネズエラ/ フランス/ ベルギー/ スペイン)
  - 太陽と月に背いて ( イギリス)
  - D&D 完全黙秘 ( 香港)
  - ムーンライト&ヴァレンチノ ( アメリカ合衆国)
- 12日
  - スナイパー/狙撃　（ カナダ/ イギリス）
  - 極道戦国志 不動（ 日本）
  - Focus（ 日本）
  - ミュリエルの結婚 ( オーストラリア)
- 19日
  - オセロ ( アメリカ合衆国/ イギリス)
  - 学校II（ 日本）
  - 記憶の扉 ( フランス/ イタリア)
  - D.N.A./ドクター・モローの島 ( アメリカ合衆国)
  - ボディ・ランゲージ ( アメリカ合衆国)
  - わが心の銀河鉄道 宮沢賢治物語（ 日本）
- 25日
  - 沈黙の女/ロウフィールド館の惨劇 （ フランス）
- 26日
  - アライバル/侵略者 ( アメリカ合衆国)
  - エグゼクティブ・デシジョン ( アメリカ合衆国)
  - サークル・オブ・フレンズ （ アイルランド/ アメリカ合衆国/ イギリス）
  - ザ・ファン ( アメリカ合衆国)
  - スリープ・ウィズ・ミー ( アメリカ合衆国)
  - 八つ墓村（ 日本）

### 11月
- 2日
  - エディー 勝利の天使（ アメリカ合衆国）
  - 死の愛撫 ( イギリス/ カナダ)
  - 真実の行方 （ アメリカ合衆国）
  - 戦火の勇気 （ アメリカ合衆国）
  - チェーン・リアクション ( アメリカ合衆国)
  - パリのレストラン ( フランス)
  - 闇に抱かれて ( アメリカ合衆国/ カナダ)
- 9日
  - 嗚呼!!花の応援団（ 日本）
  - アトランタ・ブギ ATLANTA BOOGIE（ 日本）
  - イノセント・ライズ ( イギリス/ フランス)
  - くちづけはタンゴの後で ( アメリカ合衆国)
  - クロッシング・ガード ( アメリカ合衆国)
  - 恋の邪魔者 ( フランス)
  - シャロウ・グレイブ ( イギリス)
  - 弾丸ランナー（ 日本）
  - Dearフレンズ( アメリカ合衆国)
  - ファーゴ ( アメリカ合衆国)
  - 夢見るシングルス ( フランス)
  - レスリー・ニールセンのドラキュラ ( アメリカ合衆国)
- 16日
  - 項羽と劉邦/その愛と興亡 ( 中国/ 香港)
  - サムバディ・トゥ・ラブ（ アメリカ合衆国）
  - ジョージア（ アメリカ合衆国）
  - 大地と自由 ( イギリス/ スペイン/ ドイツ/ イタリア)
  - バーチャル・ウォーズ2（ アメリカ合衆国）
- 23日
  - エスケープ・フロム・L.A.（ アメリカ合衆国）
  - クライング・フリーマン（ アメリカ合衆国）
  - シークレットワルツ（ 日本）
  - ジャン＝ピエール・レイノーの家 ( フランス)
  - 大統領のクリスマスツリー（ 日本）
  - ホーム・フォー・ザ・ホリデイ（ アメリカ合衆国）
  - 42丁目のワーニャ ( アメリカ合衆国)
- 30日
  - クラム ( アメリカ合衆国)
  - 恋の闇 愛の光 ( アメリカ合衆国)
  - スクリーマーズ ( カナダ/ アメリカ合衆国/ 日本)
  - トレインスポッティング ( イギリス)
  - フィリピンふんどし 日本の夏 ( フィリピン)
  - ブラック・ジャック（ 日本・アニメ）
  - 世にも憂鬱なハムレットたち ( イギリス)

### 12月
- 4日
  - 宝物の椅子 ( 香港/ 中国)
- 7日
  - インデペンデンス・デイ（ アメリカ合衆国）
  - カップルズ（ 台湾）
  - 硯 ( 中国)
  - タコ焼き刑事（ 日本）
  - パリでかくれんぼ ( フランス)
  - フラメンコ ( スペイン)
- 14日
  - I SHOT ANDY WARHOL ( アメリカ合衆国)
  - イグナシオ（ 日本）
  - カンザス・シティ（ アメリカ合衆国）
  - 金田一少年の事件簿（ 日本・アニメ）
  - グース（ アメリカ合衆国）
  - グロテスク ( イギリス)
  - ザ・クラフト （ アメリカ合衆国）
  - ザ・プロデューサー ( アメリカ合衆国)
  - ジャイアント・ピーチ （ アメリカ合衆国）
  - ジングル・オール・ザ・ウェイ（ アメリカ合衆国）
  - 草原の愛 ( 中国/ 香港)
  - バードケージ（ アメリカ合衆国）
  - ファイナル・プロジェクト　（ 香港 /  アメリカ合衆国）
  - マチルダ ( アメリカ合衆国)
  - 誘惑のアフロディーテ（ アメリカ合衆国）
  - モスラ（ 日本）
- 21日
  - デイライト ( アメリカ合衆国)
  - チンピラ（ 日本）
  - 月とキャベツ （ 日本）
  - 天使の贈りもの( アメリカ合衆国)
  - 花の影 ( 香港)
  - ピノキオ ( イギリス/ フランス/ ドイツ)
  - 秘密と嘘 ( イギリス)
  - フェティッシュ ( アメリカ合衆国)
  - リチャードを探して ( アメリカ合衆国)
  - 私の男 ( フランス)
- 28日
  - サラリーマン専科 単身赴任（ 日本）
  - 虹をつかむ男 （ 日本）
  - 評決のとき ( アメリカ合衆国)